# Urząd Hohner Harde
Urząd Hohner Harde (niem. Amt Hohner Harde) – urząd w Niemczech w kraju związkowym Szlezwik-Holsztyn, w powiecie Rendsburg-Eckernförde. Siedziba urzędu znajduje się w miejscowości Hohn.
W skład urzędu wchodzi dwanaście gmin:
1. Bargstall
2. Breiholz
3. Christiansholm
4. Elsdorf-Westermühlen
5. Friedrichsgraben
6. Friedrichsholm
7. Hamdorf
8. Hohn
9. Königshügel
10. Lohe-Föhrden
11. Prinzenmoor
12. Sophienhamm